# Инденбом, Лев Аронович
Лев Аронович Инденбом (1903—1970) — российский деятель кинематографа, организатор кинопроизводства, кинорежиссер, директор творческого объединения.

## Биография
Родился в 1903 г. в городе Мстиславль Могилёвской губернии. В 1918 г. окончил гимназию.
Работал на к/с Мосфильм. Сподвижник Михаила Ильича Ромма, сорежиссер многих фильмов. К сожалению, в титры фильмов иногда не попадал.

## Фильмография
- 1935 — Космический рейс (директор картины)[4]
- 1936 — Тринадцать (директор картины)
- 1936 — Дети капитана Гранта (директор картины)
- 1944 — Иван Грозный (1944)
- 1948 — Русский вопрос[5]
- 1956 — Адмирал Ушаков
- 1956 — Корабли штурмуют бастионы
- 1956 — Убийство на улице Данте
- 1961 — Девчата
- 1962 — Девять дней одного года
- 1965 — Обыкновенный фашизм (второй режиссёр)
- 1967 — Если дорог тебе твой дом…

## Семья
- жена — Александра Львовна Борун
  - сын — Владимир Львович Инденбом (1928—1998), физик, лауреат премии имени Е. С. Фёдорова (1994).
  - сын — Феликс Львович Борун